# Insurgencia del OLA
La insurgencia del OLA es una insurgencia armada entre el Ejército de Liberación Oromo (OLA), separado del Frente de Liberación Oromo (OLF) desde 2018, y el Gobierno etíope. Desciende del ya largo conflicto oromo, que se remonta a la formación del Frente de Liberación Oromo en 1973. 
La insurgencia ha ganado fuerza en los últimos años, aunque su carencia de armamento y organización hace que no represente una amenaza seria para el Gobierno.
El 1 de diciembre de 2024 se llegó un acuerdo de paz entre el líder del OLA, Jaal Senay Negasa, y el presidente de Oromía, Shimelis Abdisa.

## Trasfondo
El conflicto oromo data de 1973, cuando se dio origen al Frente de Liberación Oromo (OLF), y es una evolución de la revuelta de Bale que comenzó en la década de 1960 en respuesta a las injusticias percibidas por parte del Gobierno en contra el pueblo oromo. 
En agosto de 2018, el OLF firmó un acuerdo de paz con el Gobierno etíope, junto con varios otros grupos, incluidos el Frente para la Liberación Nacional de Ogadén y Ginbot-7. Los dirigentes del OLF acordaron un desarme de sus combatientes en los 15 días siguientes a su llegada a Addis Abeba. Según el entonces líder del OLF, Ibsa Negewo, el OLF afirmaba contar con 1 305 soldados en Eritrea y 4 000 en Oromía Occidental y Meridional. Los efectivos estacionados en Eritrea aceptaron el desarme, pero la mayoría de los que estaban en Oromía se negaron, pese al deseo de sus líderes. Un líder, Kumsa Diriba, también conocido por su nombre de guerra como "Jaal Maro", no logró llegar a un acuerdo con el Gobierno y después de un enfrentamiento con el OLF, se separó y formó el OLF-Shene, también conocido como el Ejército de Liberación Oromo (OLA). Las fuerzas de seguridad prometieron aplastar al grupo en dos semanas, pero no han podido hacerlo ni siquiera después de cinco años de combates.   

## Cronología
Durante los dos años siguientes a su separación, el OLA asesinó a 700 civiles en al este y oeste de Guji, según Haaji Umar Nagessa, un "veterano luchador por la libertad y líder tribal" que fue asesinado por el OLA el 4 de abril de 2020.
El 29 de mayo de 2020, Amnistía Internacional publicó un informe en el que denunciaba a las fuerzas de seguridad de Etiopía de cometer detenciones masivas y ejecuciones sumarias. El informe afirmó que en 2019 al menos 25 personas, sospechosas de apoyar al Ejército de Liberación de Oromo, fueron asesinadas por las fuerzas gubernamentales en Oromía. Entre enero y septiembre de 2019, al menos 10 000 personas fueron detenidas y sometidas a tortura.

### Ofensiva conjunta con el TDF (2021)
En marzo de 2021, en el marco de la guerra de Tigray, una división de las fuerzas eritreas abandonó la región de Tigray y llegó a la región de Oromía para luchar contra el Ejército de Liberación de Oromo (OLA), según Freedm Friday.  El 11 de agosto de 2021, el líder de OLA, Kumsa Diriba (nombre de guerra Jaal Maroo) anunció una alianza con el Frente de Liberación Popular de Tigray (TPLF) y que había planes entre los grupos rebeldes para establecer una "gran coalición" contra el primer ministro Abiy Ahmed, siendo él mismo un oromo. 
Durante las celebraciones de Irreechaa a principios de octubre, los manifestantes corearon consignas en contra del primer ministro Abiy Ahmed, mostrando su apoyo a Jaal Marroo, comandante del OLA. A finales de octubre, el OLA mantenía control de gran parte de la antigua provincia de Welega. El 31 de octubre, el OLA tomó el control de Kamisee en la zona de Oromía de la región de Amhara, al mismo tiempo que las Fuerzas de Defensa de Tigray tomaron el control de Kombolcha, a unos 50 kilómetros al norte. 
El 1 de noviembre, el comandante del OLA, Jaal Marroo, afirmó que habían conquistado "varias ciudades en el oeste, centro y sur de Oromía, enfrentando poca resistencia por parte de las fuerzas gubernamentales, que se estaban retirando". 
En noviembre de 2021, una ofensiva conjunta del TDF y el OLA tomó varias localidades en la zona norte de Shewa, en Amhara, a lo largo de una carretera principal que conduce al sur desde la región de Tigray hasta la capital de Etiopía, Adís Abeba, en aparente amenaza de un ataque militar contra Adís Abeba. 

### Noviembre de 2022-diciembre de 2024
Los enfrentamientos entre el OLA y el Gobierno etíope aumentaron durante noviembre de 2022, causando la muerte de decenas de personas. Un supuesto ataque aéreo asesinó a muchas personas en la aldea de Bila, en la zona de Welega Occidental. A este ataque le siguieron enfrentamientos en Nekemte. Se informó que el OLA tomó el control de los kebeles de Hamuma Gindo, Babu Dire, Becho y Harbu luego de los combates. Durante ese período se produjeron ataques con drones por parte del Ejército etíope contra los rebeldes. También hubo informes de secuestros y atentados contra civiles por parte del OLA. El OLA y las milicias amhara se enfrentaron en Gutin en diciembre, y se informó de que ambos grupos atacaron a civiles durante el conflicto: las milicias amharaa atacaron a civiles en Welenchiti y el OLA atacó en Kiremu. Muchos de los milicianos amhara han sido identificados como integrantes de Fano.
El 1 de diciembre de 2024, los líderes del OLA y el Gobierno etíope llegaron a un acuerdo de paz después de años de diálogo en Tanzania. Fue firmado entre el líder de OLA, Jaal Senay Negasa, y el presidente de Oromía, Shimelis Abdisa, en Addis Abeba. 